# Périple d'Hannon
Cet article concerne le texte du Périple daté entre le VIe et IIe siècles av. J.-C.. Pour le personnage historique du VIe siècle av. J.-C. ou du Ve siècle av. J.-C., voir Hannon le Navigateur.
Le Périple d'Hannon est un court texte antique anonyme écrit en grec ancien qui se présente comme un périple, un récit de voyage maritime, voyage qui aurait été effectué, à une date indéterminée (entre le VIe et Ve siècles av. J.-C.), par la flotte carthaginoise commandée par « Hannon, roi des Carthaginois », connu par la postérité sous le nom d'Hannon le Navigateur pour le distinguer de ses homonymes carthaginois. Au cours de l'expédition, une partie de la côte atlantique du nord-ouest de l'Afrique a été explorée et colonisée.

## Résumé
Le texte se compose d'une introduction puis de dix-huit paragraphes.
Hannon est envoyé au-delà des Colonnes d'Hercule avec soixante pentécontères transportant 30 000 marins et passagers, hommes et femmes, pour y fonder des villes de Libyphéniciens. Après deux jours de navigation, il fonde Thymiatérion (en) (Θυμιατήριον). De là, il parvient au Soloeis (Σολόεις), un promontoire de Libye. Il y élève un sanctuaire à Poséidon. De là, après une demi-journée de navigation « à l'inverse », il parvient à une lagune où vivent des éléphants. De là, après un jour de navigation, il fonde cinq colonies : le Mur Carien, Gytté, Akra, Melitta et Arrambys. De là, il atteint le fleuve Lixos et s'arrête chez les Lixites. De là, il navigue vers le Midi pendant de deux jours, en longeant le désert, puis vers le soleil levant pendant un jour. Il arrive alors à un golfe dans lequel il trouver île qu'il nomme Cernè et qu'il estime situé à la même distance des Colonnes que l'est Carthage. Il y laisse des colons. De là, il arrive à un fleuve : le Chrétès. Il entre alors dans un autre fleuve, rempli de crocodiles et d'hippopotames. Il rebrousse chemin et s'en retourne à Cernè. De là, il repart vers le Midi, navigue pendant douze jours le long d'une côté peuplée d'Éthiopiens. Après cinq autres jours de navigation, il découvre un deuxième golfe : la Corne de l'Occident (Ἑσπέρου κέρας). Il y trouve une île enfermant une lagune contenant une autre île. Après quatre autre jours de navigation, il arrive le long d'une côte embrasée, à la hauteur d'un volcan : le Char des dieux (Θεῶν ὄχημα). Après trois autres jours de navigation, il découvre un troisième et dernier golfe : la Corne du Sud (Νότου κέρας). Comme dans le golfe précédent, il y trouve des îles emboîtées où vivent des sauvages velus : les Gorilles (Γόριλλαι). Faute de vivre, il arrête là sa navigation.

## Datation
Le texte est très difficile à dater. Dans le Dictionnaire de l'Antiquité dirigé par Jean Leclant en 2005, Anca Dan l'estime « impossible à situer dans le temps (entre le VIe et IIe siècles av. J.-C.) ».

## Manuscrits
Le Périple d'Hannon nous a été transmis par un unique manuscrit : le Palatinus Heidelbergensis graecus 398, conservé à la bibliothèque de l'université d'Heidelberg,. Il en existe un apographe : le Vatopedinus 655, dont la partie, conservée au British Museum, contient le Périple,.

## Postérité dans l'Antiquité
Au IVe siècle apr. J.-C., le périple d'Hannon est évoqué par le poète romain Avienus, aux côtés d'autres voyages comme le périple d'Himilcon.
Le périple est mentionné par Pline l'Ancien,, Méla,, Arrien,, Aristide, et Marcien,. Athénée y fait une brève allusion,.

## Analyses
Le titre complet du périple est Ἅννωνος Καρχηδονίων βασιλέως περίπλους τῶν ὑπὲρ τὰς Ἡρακλέους στήλας Λιβυκῶν τῆς γῆς μερῶν, ὃν καὶ ἀνέθηκε ἐν τῷ τοῦ Κρόνου τεμένει δηλοῦντα τάδε (« Périple d'Hannon, roi des Carthaginois, le long des parties de la Libye situées au-dessus des Colonnes d'Héraklès. Suspendu par lui dans le temple de Kronos, ce Périple expose ce qui suit »). Il se présente ainsi comme la traduction ou l'adaptation, en grec ancien, d'une inscription en phénicien qu'Hannon aurait lui-même suspendu dans un temple à Carthage.
Le texte du Périple affirme que le texte a été gravé et suspendu par Hannon dans « le temple de Kronos ». Mais ce supposé original n'a jamais été retrouvé et l'unique version du texte connue est en grec. Les Carthaginois et les Phéniciens ne vénéraient pas Cronos : le texte fournit peut-être une équivalence grecque pour le dieu carthaginois Ba'al Hammon.
Plusieurs analyses ont considéré le texte comme le récit d'un voyage qui aurait véritablement eu lieu. L'expédition aurait pu atteindre le golfe de Guinée, en Afrique de l'Ouest. Cependant, les délais indiqués pour les différentes étapes du voyage paraissent peu compatibles avec les réalités des conditions de voyage des marins carthaginois antiques. En tenant compte de ces critères et des courants marins, d'autres analyses suggèrent que le voyage n'a pas dépassé les îles Canaries.
Presque tous les auteurs considèrent que l'inscription punique était un texte. Mais il n'est pas exclu qu'elle consistait en — ou qu'elle comprenait — une image — voire une carte — dont le texte grec ancien serait l'ekphrasis.
Pour Wolfgang Aly, l'inscription punique aurait été traduite en grec ancien à la suite de la prise de Carthage en 146 av. J.-C. par Polybe lui-même ou à l'initiative de celui-ci. D'autres auteurs imputent la traduction à Juba II.
Selon l'historien Christian Jacob, le Périple d'Hannon ne raconte pas un voyage réel et la part des représentations et de l'imaginaire y est prépondérante. D'après son analyse, le texte est régi par les catégories de la pensée grecque et s'inspire de l’Odyssée et de l'Enquête d'Hérodote pour décrire des rencontres avec des peuples de plus en plus étranges et inhumains à mesure que l'expédition s'avance vers l'inconnu. Il indique : « Tout se passe comme si l'auteur grec de ce texte grec avait voulu condenser des situations extrêmes sous la forme d'un récit de voyage aussi court que possible, s'ouvrant sur le modèle classique de l'expédition de colonisation et se refermant sur un périple odysséen, où se mêlent l'épouvantable et le merveilleux. »

## Gorilles
Le Périple d'Hannon est connu pour l'hapax Γόριλλαι / Górillai dont les naturalistes se sont inspirés pour créer Gorilla, nom du genre des gorilles,.
La création de Gorilla est attribuée à Thomas S. Savage (1804-1880) en 1847,, :
« The specific name, gorilla, has been adopted a term used by Hanno in describing the “wild men” found on the coast of Africa, probably one of the species of the Orang. »
— Thomas S. Savage, Notice of the external characters and habits of Troglodytes gorilla, a new species of orang from the Gaboon River, 1847, p. 419-420.
        
« J'ai adopté l'épithète spécifique gorilla, terme employé par Hannon pour décrire les « hommes sauvages » qu'il a trouvés sur la côte de l'Afrique, probablement l'une des espèces d'Orang. »
— Notice sur les caractères externes et les comportements des Troglodytes gorilla, une nouvelle espèce d'orang de l'estuaire du Gabon.

#### Sources littéraires antiques
- [Aristide] Aristide, Discours (BNF 16247376).
- [Arrien] Arrien, Inde (BNF 12307753).
- [Athénée] Athénée, Déipnosophistes (BNF 12318305).
- [Marcien] Marcien d'Héraclée, Épitomé du Périple de Ménippe (BNF 13498916).
- [Méla] Méla, Chorographie (BNF 12551639).
- [Paléphate] Paléphate, Histoires incroyables (BNF 14458685).
- [Pline] Pline l'Ancien, Histoire naturelle (BNF 12011602).

#### Manuscrit
- Ms. Pal. gr. 398, fos 55 ro – 56 ro  [Bibliotheca Palatina – digital  (DOI 10.11588/diglit.303), Biblissima , Biblissima+ , Pinakes ].